# Vlag van Lobbes
De vlag van Lobbes is op onbekende datum bij raadsbesluit vastgesteld als de vlag van de Henegouwse gemeente Lobbes. De vlag kan als volgt worden beschreven:
Twee even lange banen van groen en van wit.
De herkomst van de kleuren zijn onbekend.